# Louis Bonne
Louis Charles Marcel Bonne (* 18. Dezember 1900 in Dunkerque; † 26. September 1990 in Clamart) war ein französischer Autorennfahrer.

## Karriere
Louis Bonne war in seiner Karriere zweimal beim 24-Stunden-Rennen von Le Mans am Start, wobei zwischen beiden Rennstarts genau ein Jahrzehnt lag. 1924 startete er gemeinsam mit Jacques Margueritte auf einem Oméga Six und fiel früh nach einem Motorschaden am Wagen aus. 1934 war er Partner der britischen Rekordfahrerin Gwenda Stewart. Erneut gab es einen Ausfall wegen eines technischen Defekts. Einsatzwagen war ein Derby L8.

## Statistik

### Le-Mans-Ergebnisse
| Jahr | Team                  | Fahrzeug         | Teamkollege         | Platzierung | Ausfallgrund |
| ---- | --------------------- | ---------------- | ------------------- | ----------- | ------------ |
| 1924 | Automobiles Oméga-Six | Oméga Six Type A | Jacques Margueritte | Ausfall     | Motorschaden |
| 1934 | Gwenda Stewart        | Derby L8         | Gwenda Stewart      | Ausfall     | Defekt       |